# ۱۲ رمضان
۱۲ رمضان، دوازدهمین روز از ماه رمضان در تقویم هجری قمری است.
در تقویم هجری قمری قراردادی این روز دویست و چهل و هشتمین روز سال است.